# غاري تالتون
غاري تالتون (بالإنجليزية: Gary Talton)‏ مواليد 29 مارس 1990 في دالاس، هو لاعب كرة سلة أمريكي. بدأ مسيرته الاحترافية في سنة 2013. يلعب في الدوري اليوناني لكرة السلة كلاعب هجوم خلفي. يحمل الرقم 11. يبلغ طوله 6 قدم 1.25 بوصة (1.9 م).

## روابط خارجية
- غاري تالتون على موقع كرة السلة الأوروبية.كوم (الإنجليزية)
- غاري تالتون على موقع كلية كرة السلة في سبورتس رفرنس.كوم (الإنجليزية)
- غاري تالتون على موقع ريلجم (الإنجليزية)
- غاري تالتون على موقع بروبوليرز (الإنجليزية)
- غاري تالتون على موقع سبورتس رفرنس (الإنجليزية)
- غاري تالتون على موقع سبورتس رفرنس (الإنجليزية)